# Bootleg

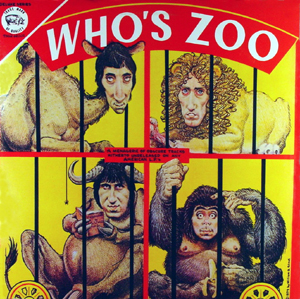
Who's Zoo va recopilar els primers senzills i cares B de the Who, que no s'havien llançat comercialment als Estats Units. Com diversos bootlegs de Trademark of Quality, presentava una portada de William Stout.

Un bootleg és una publicació o edició no autoritzada de música (cançons, un àlbum o un directe), de llibres, de videojocs, de sèries de televisió o pel·lícules.
En el cas dels videojocs i de l'anime, aquest fenomen està molt estès, i normalment consisteix en la producció de productes que, sense ser oficials, es fan passar com a tals. Se'n produeixen molts en països asiàtics com Singapur, Hong Kong i Taiwan. Etimològicament, bootleg (en anglès, de contraban) significa «el camal de la bota», que es refereix a la tradició d'amagar l'ampolla de licor il·legal a la bota.
En el camp musical, un bootleg és un enregistrament ja sigui només d'àudio o bé de vídeo que no ha estat publicat oficialment per l'artista o per la seva companyia discogràfica. Poden ser enregistraments en directe de concerts, de sessions en estudi, d'assajos o simplement de jams (improvisacions musicals). Són el resultat d'enregistraments directament per persones que hi van acudir amb gravadores domèstiques portàtils, o obtingut de forma dubtosa de l'estudi d'enregistrament, sense saber-ho l'artista o discogràfica. Les persones que realitzen tals enregistraments pirates es diuen bootleggers.
No obstant també es coneix com a bootleg una pràctica de remix que consisteix a juxtaposar diferents cançons (una base i una línia vocal, per exemple) per crear una nova peça. El R&B, el rap o el soul són els principals estils empleats en aquesta classe de creacions, donat l'estil característic basat en una rítmica bàsica que apareix en diferents formes en gairebé totes les cançons. Aquest estil és també anomenat Bastard Pop i té diversos sub-gèneres:
- A + B: és la simple juxtaposició de dos temes
- mash-ups que consisteixen a barrejar tres o més temes
- glitch, que és la reedició d'un tema amb fragments processats del mateix
- remixos no oficials, que són a capella amb instrumentals inèdits produïds per disc jockeys.

En qualsevol de les seves vessants és una producció il·legal i la indústria persegueix la pràctica, però en general, continua sent una pràctica força popular i estesa arreu al món.

## Bootleg:enregistrament pirata
Dins el món musical hi ha opinions contràries per part dels propis artistes quant a la distribució de bootlegs obtingudes en concerts. Treure beneficis per la venda i distribució de bootlegs és alguna cosa il·legal, per la qual cosa la persona pot ser perseguida per la justícia. De totes maneres, existeix una forma d'obtenir bootlegs àmpliament estesa i que no suposa actes il·lícits, aquesta és, l'intercanvi de material.

### Intercanvi
L'intercanvi de bootlegs, enfront de la seva compra per internet o en botigues de segona mà, està molt estès al món musical, ja que fa arribar a tota la comunitat ficada al món de les pròpies bootlegs, enregistraments inèdits, concerts, curiositats, etc. Joies que els aficionats dels artistes estan disposats a aconseguir.
El que es cerca en l'intercanvi és obtenir enregistraments de forma fàcil i molt assequible i buscant sempre la màxima qualitat de so, sempre que aquesta qualitat estigui present en l'enregistrament original. Això és, es cerquen enregistraments d'originals i no enregistraments obtinguts a partir de recopilacions en cançons en formats com el MP3. Si bé és cert que existeixen formats actualment en els quals no es produeix ni una pèrdua de qualitat pel que fa al suport físic del qual van ser obtinguts.
Les generacions d'una bootleg gravada s'obtenen en addicionat una unitat a l'element obtingut en l'enregistrament, o en notar que és resultat d'un enregistrament d'un original: del disc original s'obté un primer CD-R i a partir d'est es van obtenint noves generacions indicades entre els parèntesis. És habitual indicar sempre, en les pròpies llistes o quan es procedeixi al contacte amb una altra persona, la generació de la pròpia còpia.
Bàsicament l'intercanvi suposa contactar, generalment per e-mail, amb una altra persona que té en possessió bootlegs de les quals s'està interessat, preguntar-li si està disposat a fer l'intercanvi, per a això se li ofereix altres bootlegs o se li adjunta una llista amb tot el repertori per si pogués estar interessat en alguna. Si ambdues parts estan disposades a procedir a l'intercanvi, cal arribar a un acord pel qual s'estableix l'ordre d'enviament de les bootlegs per correu tradicional. Podent establir-se a un dels subjectes de l'intercanvi com a primer a conducta a l'enviament i quan l'altre rebi, enviar la seva part del mateix (aquesta prioritat sol dur-se a terme quan un dels dos individus no té molta credibilitat, ja sigui perquè comença al món de l'intercanvi o perquè hagi tingut males experiències en pos a un intercanvi previ) o realitzar l'enviament al mateix temps. També es poden arribar a acords tals com a impressions en color d'alta qualitat de l'art que es troba en les bootlegs a gravar, addicions a certes bootlegs, etc.
Òbviament, no tothom disposa d'un ampli arsenal de bootlegs en començar la seva carrera pel col·leccionisme, per la qual cosa existeixen altres formes de realitzar aquests intercanvis, coneguts com a intercanvis en blanc.

#### Intercanvi en blanc oblank trade
Es realitza quan un dels involucrats en l'intercanvi no té gens que oferir a l'altre i així i tot desitja que aquest li enviï còpies de les bootlegs desitjades. Abans de prosseguir, esmentar que no tothom que posseeix bootlegs, està per la labor de realitzar tal classe d'intercanvi, així que no es pot esperar aquest acte de generositat per part de tot posseïdor de bootlegs. Bàsicament existeixen dos tipus d'intercanvis en blanc:
- Intercanvi 2:1 (o 3:1, etc): Intercanvi pel qual s'envien 2 (o més depenent del tipus d'intercanvi) CD-R, cintes, DVD-Rs, etc a la persona de la qual es vol obtenir les bootlegs. Aquesta persona es queda amb un suport físic verge per al seu gaudi (o 2 si es tracta de 3:1, 3 si es tracta de 4:1, etc) i en l'altre procedeix a copiar la bootleg sol·licitada. Això suposa enviar el doble de mitjans (o el triple) dels enregistraments sol·licitats. Una vegada gravades, est envia de tornada els mitjans amb els enregistraments a la persona que les hi va sol·licitar. No és molt recomanable aquest tipus d'intercanvi, almenys aquells que impliquin 3+:1. Entre els col·leccionistes que actuen per dret, el normal és acceptar la modalitat 2:1. Un dels suports és per a la còpia i l'altre és per cobrir les despeses de re-envio.
- Franqueig pagat + Mitjans Verges: En aquest tipus d'intercanvi la persona que sol·licita les bootlegs envia a l'altre punts suportis físics verges com bootlegs desitgen que li gravin (això és, si demana 10 bootlegs haurà d'enviar 10 mitjans verges o en blanc) i a més li envia dins del seu propi sobre, un altre sobre, el qual òbviament no haurà de tancar-se, que utilitzarà l'altra persona per retornar-li els elements ja gravats, amén dels segells suficients que suportin l'enviament dels mitjans gravats des de l'altra persona cap a la sol·licitant. Aquesta forma només suposa la despesa d'un sobre addicional més els segells que paguin el port i facilita la tasca de l'altra persona, ja que l'única cosa que haurà de fer és gravar les bootlegs, ficar-les en el sobre que se li envia, pegar els segells i ficar-ho en la bústia. Cal fer notar, que molts intercanvis es realitzen entre persones de diferents països per la qual cosa és important enviar-li els segells del seu propi país, o si això no és possible, enviar Cupons Internacionals de Resposta que l'altra persona podrà canviar per segells del seu propi país.

Existeixen moltes comunitats d'intercanvi que mantenen llistes actualitzades de qui posseeix bootlegs, així com de persones disposades a realitzar intercanvis en blanc i de persones que són considerades mals bescanviadors (en anglès, bad trader) a causa de problemes amb el compliment d'acords, estafes o fraus, etc.
Dins el món de la música, en l'electrònica en general, es denomina Bootleg a la fusió de dos temes.

#### Intercanvi per internet
Està molt estesa la difusió de bootlegs per internet a través de programes com descàrregues o bé usant sistemes de descàrrega directa a través de servidors; també existes la possibilitat d'escolta i descàrrega de xarxes musicals com SoundCloud. Generalment la distribució, difusió, etc es fa a través de fòrums que freqüenten els col·leccionistes i els bootleggers, a través dels quals els mateixos completen les seves col·leccions, coneixen les novetats, fan peticions, comenten diferències entre diverses versions d'un mateix bootleg, etc.
Preferiblement s'utilitzen formats sense pèrdua de qualitat (lossless) com el FLAC, a causa que és igual a fer una còpia directa del CD però a través de la xarxa.